# جوستين ثورنتون
جوستين ثورنتون (بالإنجليزية: Justine Thornton)‏ هي محامية ومحامية في القضاء العالي بريطانية، ولدت في 25 سبتمبر 1970 في نوتنغهام في المملكة المتحدة.

## وصلات خارجية
- جوستين ثورنتون على موقع IMDb (الإنجليزية)
- جوستين ثورنتون على موقع كينوبويسك (الروسية)